# Святрека
Святрека, или Свят, — река в России, протекает по территории Пряжинского района Карелии. Устье реки находится в 68 км по правому берегу реки Шуи. Среднегодовой расход воды в районе посёлка Пряжа — 3,46 м³/с (данные наблюдений с 1932 по 1985 год). Длина реки — 28 км, площадь водосборного бассейна — 734 км².
- В 24 км от устья, по правому берегу реки впадает река Совда.
- В 6 км от устья, по левому берегу реки впадает река Маньга.

## Данные водного реестра
По данным государственного водного реестра России относится к Балтийскому бассейновому округу, водохозяйственный участок реки — Шуя, речной подбассейн реки — Свирь (включая реки бассейна Онежского озера). Относится к речному бассейну реки Нева (включая бассейны рек Онежского и Ладожского озера).
Код объекта в государственном водном реестре — 01040100112102000014585.